# Крутцовский сельсовет (Нижегородская область)
Крутцовский сельсове́т — сельское поселение в Ветлужском районе Нижегородской области.
Административный центр — деревня Крутцы.

## История
Статус и границы сельского поселения установлены Законом Нижегородской области от 15 июня 2004 года № 60-З «О наделении муниципальных образований - городов, рабочих посёлков и сельсоветов Нижегородской области статусом городского, сельского поселения».

## Население
| 2002 | 2010 | 2012 | 2013 | 2014 | 2015 | 2016 | 2017 | 2018 |
| ---- | ---- | ---- | ---- | ---- | ---- | ---- | ---- | ---- |
| 796  | ↘763 | ↘759 | ↘704 | ↘674 | ↘668 | ↗672 | ↘656 | ↗674 |
| 2019 | 2020 | 2021 |      |      |      |      |      |      |
| ↘652 | ↘620 | ↘599 |      |      |      |      |      |      |

## Состав сельского поселения
| №  | Населённый пункт | Тип населённого пункта          | Население |
| -- | ---------------- | ------------------------------- | --------- |
| 1  | Афониха          | деревня                         | ↗5        |
| 2  | Вознесенье       | село                            | ↘15       |
| 3  | Глущиха          | деревня                         | ↘20       |
| 4  | Голохвастиха     | деревня                         | ↘0        |
| 5  | Заганиха         | деревня                         | ↗30       |
| 6  | Исаиха           | деревня                         | ↘4        |
| 7  | Каменка          | деревня                         | ↘18       |
| 8  | Крутцы           | деревня, административный центр | ↗590      |
| 9  | Маевка           | деревня                         | ↘8        |
| 10 | Морозиха         | деревня                         | ↘40       |
| 11 | Новоселиха       | деревня                         | ↘4        |
| 12 | Погорелка        | деревня                         | →0        |
| 13 | Пудиха           | деревня                         | ↘0        |
| 14 | Федоровское      | деревня                         | ↘26       |
| 15 | Хвастово         | деревня                         | ↘2        |
| 16 | Якутино          | деревня                         | ↘1        |